# Hjem går vi ikke
Hjem går vi ikke är en norsk svartvit dramafilm från 1955 i regi av Walter Fyrst. I huvudrollerna som det unga paret ses Toralv Maurstad och Kari Sundby.

## Handling
Einar och Bitten är förlovade och letar efter bostad så de kan flytta hemifrån. Han arbetar som bilmekaniker och hon i mjölkaffär. De lånar pengar till en lägenhet, men blir lurade av en bostadssvindlare. Samma dag blir Bittens sjuk och situationen tycks hopplös. Einar arbetar extra om kvällarna i ett försök att få tillbaka pengarna. I ren desperation gör han inbrott i verkstaden där han arbetar men blir påkommen av verkstadsägaren. Bitten ger dock inte upp hoppet om att det ska ordna sig för dem.

## Rollista
- Ella Hval – farmor
- Carsten Byhring – Roar
- Eva Strøm Aastorp – Randi
- Bjørn Olav Cook – Jan
- Rønnaug Alten – Marie
- Kari Sundby – Bitten
- Toralv Maurstad – Einar
- Einar Vaage – Olsen
- Jack Fjeldstad – verkstadsägare
- Ingerid Vardund – verkstadsägarens vän
- Oscar Egede-Nissen
- Rut Tellefsen
- Willie Hoel
- Erling Lindahl
- Alf Malland
- Ragnar Olason
- Arve Opsahl
- Eugen Skjønberg
- Harald Heide Steen

## Om filmen
Filmen producerades av Norsk Film A/S med Bjarne Stokland som produktionsledare. Den regisserades av Walter Fyrst och kom att bli hans sista spelfilmsregi. Fyrst skrev också manus tillsammans med Eva Seeberg. Fotograf var Per Gunnar Jonson och klippare Fyrst. Musiken komponerades av Sverre Bergh. Filmen hade premiär den 21 februari 1955 i Norge. Den distribuerades av Kommunenes filmcentral.